# Col de Hidaka
Le col de Hidaka (日高峠, Hidaka-tōge) est un col de montagne situé à l'extrémité occidentale des monts Hidaka de l'île Hokkaidō au Japon. Le col, qui fait 6,9 m de long, traverse les monts à une altitude de 495 m. La route fait 6 m de large avec une déclivité maximale de 6 %. Le rayon de courbure minimum est de 160 m. La neige peut encombrer le col du mois d'octobre au mois d'avril. La route nationale 237 traverse le col entre Hidaka et Shimukappu.